# 장기욱
장기욱(1943년 11월 2일~2012년 7월 2일)은 대한민국의 정치인이다. 제12·14대 국회의원을 지냈다.

## 역대 선거 결과
|  | 17.52% |

|  | 24.82% |

|  | 12.54% |

|  | 29.2% |

|  | 15.36% |

|  | 10.94% |